# Niemegk
Niemegk – miasto w Niemczech w kraju związkowym Brandenburgia, w powiecie Potsdam-Mittelmark, siedziba urzędu Niemegk. W 2008 r. miasto liczyło 2 156 mieszkańców..

## Przypisy

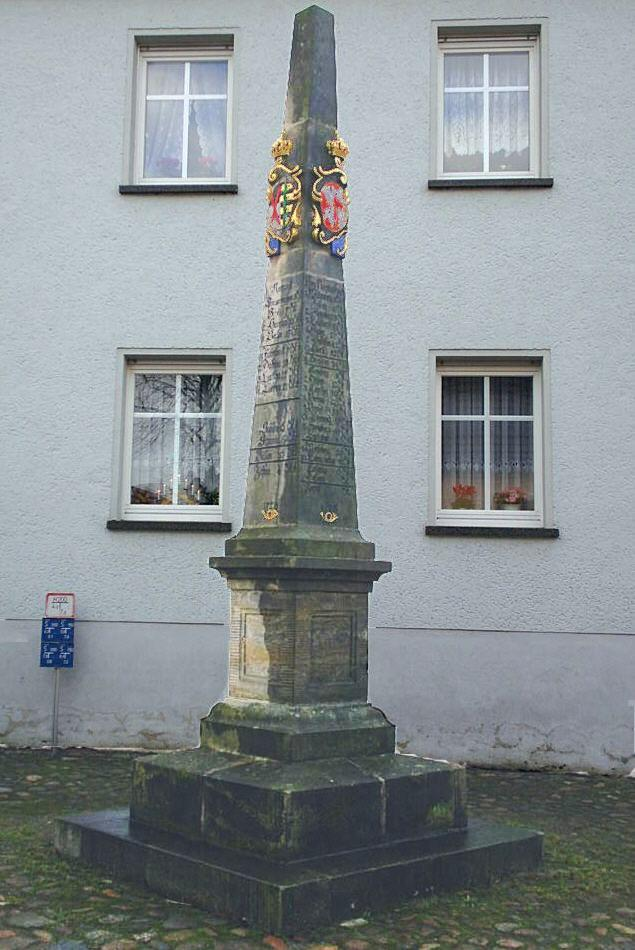
Słup dystansowy poczty polsko-saskiej